# Natasha Mayers
Natasha Laren Mayers (ur. 10 marca 1979) – reprezentująca Saint Vincent i Grenadyny lekkoatletka specjalizująca się w biegach sprinterskich.
Na igrzyskach olimpijskich w 2000 w Sydney odpadła w eliminacjach biegu na 100 metrów. W 2001 podczas mistrzostw świata w Edmonton dotarła do półfinału w biegu na 100 metrów oraz nie przebrnęła eliminacji na dystansie 200 metrów. Była czwarta (na 200 m) i ósma (na 100 metrów) na igrzyskach Wspólnoty Narodów w 2002 w Manchesterze. W 2003 i 2004 roku odpadała w półfinale biegu na 60 metrów podczas dwóch kolejnych edycji halowych mistrzostw świata. Awansowała do drugiej rundy biegu na 100 metrów na mistrzostwach  świata w 2003 w Paryżu i na igrzyskach olimpijskich w Atenach (2004) jednak w obu przypadkach nie pojawiła się na starcie swojego biegu. 21 kwietnia 2005 testy antydopingowe wykazały, że stosowała niedozwolone środki i została zawieszona na okres od 9 czerwca 2005 do 8 czerwca 2007. W 2010 zdobyła złoty medal igrzysk Wspólnoty Narodów w biegu na 100 metrów – pierwotnie była trzecia jednak kilka godzin po zakończeniu biegu zwyciężczyni, Sally McLellan, została zdyskwalifikowana za falstart, a druga na mecie Nigeryjka Oludamola Osayomi została zdyskwalifikowana za doping. Medalistka mistrzostw NCAA.

## Osiągnięcia
| Rok  | Impreza                    | Miejsce    | Konkurencja   | Lokata     | Wynik |
| ---- | -------------------------- | ---------- | ------------- | ---------- | ----- |
| 2000 | Igrzyska olimpijskie       | Sydney     | bieg na 100 m | eliminacje | 11,61 |
| 2001 | Mistrzostwa świata         | Edmonton   | bieg na 100 m | półfinał   | 11,35 |
| 2001 | Mistrzostwa świata         | Edmonton   | bieg na 200 m | eliminacje | 24,91 |
| 2002 | Igrzyska Wspólnoty Narodów | Manchester | bieg na 100 m | 8. miejsce | 11,38 |
| 2002 | Igrzyska Wspólnoty Narodów | Manchester | bieg na 200 m | 4. miejsce | 22,84 |
| 2003 | Halowe mistrzostwa świata  | Birmingham | bieg na 60 m  | półfinał   | 7,23  |
| 2003 | Mistrzostwa świata         | Paryż      | bieg na 100 m | eliminacje | 11,81 |
| 2004 | Halowe mistrzostwa świata  | Budapeszt  | bieg na 60 m  | półfinał   | 7,25  |
| 2004 | Igrzyska olimpijskie       | Ateny      | bieg na 100 m | eliminacje | 11,45 |
| 2010 | Igrzyska Wspólnoty Narodów | Nowe Delhi | bieg na 100 m | 1. miejsce | 11,37 |

## Rekordy życiowe
- bieg na 100 metrów – 11,09 (2002 & 2003) rekord Saint Vincent i Grenadyn / 11,01w (2001)
- bieg na 200 metrów – 22,80 (2002) rekord Saint Vincent i Grenadyn
- bieg na 60 metrów (hala) – 7,18 (2002) rekord Saint Vincent i Grenadyn